# Supremumsnorm

Die Supremumsnorm der reellen Arkustangens-Funktion ist. Auch wenn die Funktion diesen Wert betragsmäßig nirgendwo annimmt, so bildet er dennoch die kleinste obere Schranke.

Die Supremumsnorm (auch Unendlich-Norm genannt) ist in der Mathematik eine Norm auf dem Funktionenraum der beschränkten Funktionen. Im einfachsten Fall einer reell- oder komplexwertigen beschränkten Funktion ist die Supremumsnorm das Supremum (die kleinste obere Schranke) der Beträge der Funktionswerte. Allgemeiner betrachtet man Funktionen, deren Zielmenge ein normierter Raum ist, und die Supremumsnorm ist dann das Supremum der Normen der Funktionswerte. Für stetige Funktionen auf einer kompakten Menge ist die Maximumsnorm ein wichtiger Spezialfall der Supremumsnorm.
Die Supremumsnorm spielt insbesondere in der Funktionalanalysis beim Studium normierter Räume eine zentrale Rolle.

## Definition
Sei {\displaystyle M} eine nichtleere Menge und {\displaystyle (Y,\|\cdot \|_{Y})} ein normierter Raum, dann bezeichnet {\displaystyle B(M,Y)} den Funktionenraum der beschränkten Funktionen von {\displaystyle M} nach {\displaystyle Y}. Die Supremumsnorm auf diesem Funktionenraum ist dann die Abbildung
{\displaystyle \|\cdot \|_{\infty }\colon B(M,Y)\rightarrow \mathbb {R} }
mit
{\displaystyle \|f\|_{\infty }:=\sup _{x\in M}\|f(x)\|_{Y}}.
Die Supremumsnorm einer Funktion ist also das Supremum der Normen aller Funktionswerte und damit eine nichtnegative reelle Zahl. Hierbei ist es wichtig, dass die Funktion beschränkt ist, weil sonst das Supremum unendlich ist. Der Raum {\displaystyle B(M,Y)} wird auch als {\displaystyle \ell ^{\infty }(M,Y)} bezeichnet.

## Beispiel
Wählt man als Menge {\displaystyle M=(0,1)} das offene Einheitsintervall und als Zielraum {\displaystyle Y=\mathbb {R} } die Menge der reellen Zahlen mit der Betragsnorm {\displaystyle |\cdot |}, dann ist {\displaystyle B(M,Y)} der Raum der beschränkten reellwertigen Funktionen auf dem Einheitsintervall und die Supremumsnorm ist durch
{\displaystyle \|f\|_{\infty }=\sup _{0<x<1}|f(x)|}
gegeben. So ist etwa die Supremumsnorm der linearen Funktion {\displaystyle f(x)=x} in diesem Intervall gleich {\displaystyle 1}. Die Funktion nimmt diesen Wert zwar innerhalb des Intervalls nicht an, kommt ihm jedoch beliebig nahe. Wählt man stattdessen das abgeschlossene Einheitsintervall {\displaystyle M=[0,1]}, dann wird der Wert {\displaystyle 1} angenommen und die Supremumsnorm entspricht der Maximumsnorm.

## Eigenschaften

### Normaxiome
Die Supremumsnorm erfüllt die drei Normaxiome Definitheit, absolute Homogenität und  Subadditivität. Die Definitheit folgt für {\displaystyle f\in B(M,Y)} aus der Definitheit der Norm {\displaystyle \|\cdot \|_{Y}} über 
{\displaystyle \|f\|_{\infty }=0\;\Leftrightarrow \;\sup _{x\in M}\|f(x)\|_{Y}=0\;\Rightarrow \;\forall x:\;\|f(x)\|_{Y}=0\;\Rightarrow \;\forall x:\;f(x)=0\;\Rightarrow \;f=0},
da, wenn das Supremum einer Menge nichtnegativer reeller oder komplexer Zahlen null ist, alle diese Zahlen null sein müssen. Die absolute Homogenität folgt für reelles oder komplexes {\displaystyle \alpha } aus der absoluten Homogenität der Norm {\displaystyle \|\cdot \|_{Y}} über
{\displaystyle \|\alpha f\|_{\infty }=\sup _{x\in M}\|\alpha f(x)\|_{Y}=\sup _{x\in M}|\alpha |\|f(x)\|_{Y}=|\alpha |\sup _{x\in M}\|f(x)\|_{Y}=|\alpha |\,\|f\|_{\infty }}.
Die Subadditivität (oder Dreiecksungleichung) folgt für {\displaystyle f,g\in B(M,Y)} aus der Subadditivität der Norm {\displaystyle \|\cdot \|_{Y}} über
{\displaystyle \|f+g\|_{\infty }=\sup _{x\in M}\|f(x)+g(x)\|_{Y}\leq \sup _{x\in M}(\|f(x)\|_{Y}+\|g(x)\|_{Y})\leq \sup _{x\in M}\|f(x)\|_{Y}+\sup _{x\in M}\|g(x)\|_{Y}=\|f\|_{\infty }+\|g\|_{\infty }},
wobei zudem genutzt wurde, dass das Supremum der Summe zweier Funktionen durch die Summe der Suprema beschränkt ist, was durch punktweise Betrachtung der Funktionswerte ersichtlich ist.

### Weitere Eigenschaften
- Ist der Bildraum vollständig, also ein Banachraum, so ist es auch der gesamte Funktionenraum {\displaystyle B(M,Y)}.
- Ist {\displaystyle M} endlich, so ist jede Funktion von {\displaystyle M} nach {\displaystyle Y} beschränkt, es gilt also {\displaystyle B(M,Y)=\mathrm {Abb} (M,Y)}. Wählt man insbesondere {\displaystyle M=\{1,...,n\}}, für ein {\displaystyle n\in \mathbb {N} }, so erhält man durch die natürliche Identifizierung von {\displaystyle \mathrm {Abb} (M,Y)} mit {\displaystyle Y^{n}} eine Definition der Supremumsnorm auf diesem kartesischen Produkt.
- Insbesondere kann man die Supremumsnorm also auf dem Euklidischen Raum {\displaystyle \mathbb {R} ^{n}} betrachten. Sie wird in diesem Fall auch als Maximumsnorm bezeichnet.
- Ist {\displaystyle M} nicht endlich oder {\displaystyle Y} unendlichdimensional, so ist nicht jede abgeschlossene, beschränkte Teilmenge von {\displaystyle B(M,Y)} automatisch kompakt.
- Ist {\displaystyle M} nicht endlich oder {\displaystyle Y} unendlichdimensional, so ist {\displaystyle \|\cdot \|_{\infty }} nicht zu allen Normen auf {\displaystyle B(M,Y)} äquivalent.
- Die Supremumsnorm induziert auf einem Raum beschränkter Funktionen gerade die Topologie der gleichmäßigen Konvergenz.
- Ist der Zielraum {\displaystyle Y=\mathbb {R} } oder {\displaystyle Y=\mathbb {C} }, dann lassen sich Funktionen in {\displaystyle B(M,Y)} nicht nur punktweise addieren, sondern auch multiplizieren. Die Supremumsnorm ist dann submultiplikativ, das heißt {\displaystyle \|f\cdot g\|_{\infty }\leq \|f\|_{\infty }\cdot \|g\|_{\infty }}. Der Raum {\displaystyle B(M,Y)} wird mit der punktweisen Multiplikation zu einer kommutativen Banachalgebra. Im Falle {\displaystyle Y=\mathbb {C} } ist diese sogar eine C*-Algebra.
- Man kann den Begriff der beschränkten Funktion und der Supremumsnorm in natürlicher Weise verallgemeinern auf Vektorbündel, bei denen jede Faser ein normierter Raum ist. Die Supremumsnorm ist dann eine Norm auf dem Raum der beschränkten Schnitte dieses Vektorbündels.